# Syzygium pratense
Syzygium pratense is een soort uit de mirtefamilie (Myrtaceae). Het is een boom of struik die een groeihoogte kan bereiken tot 9 meter. De bloemen kleuren paars wanneer ze rijp zijn. 
De soort komt voor in tropisch Afrika, van Senegal tot in Zuid-Soedan en Angola. Hij groeit daar in savannes en de boom is vuurtolerant.

## Synoniemen
- Syzygium guineense subsp. macrocarpum (Engl.) F.White
- Syzygium guineense var. macrocarpum Engl.